# アラ (ローマ軍)
アラ（ラテン語：ala, 複数形はアラエ alae）とは、古代ローマの軍における編成単位。ラテン語で ala は「翼」を意味することから、左右両翼の部隊を指し、翼軍（よくぐん）と訳されることもある。
アラは、アウクシリア（支援軍）、すなわちローマ市民権を持たない者たちで構成される支援部隊の編成単位である。その定義は長いローマの歴史において徐々に変化していったが、帝政ローマにおいてはアウクシリアの騎兵部隊を意味した。
また時代によっては「アラレス」（羅：Alares）または「アラリィ（羅：Alarii）」とも呼ばれた。

## 沿革
共和政初期においてローマ市民から成る軍隊は重装歩兵が中心で、弱点であるその左右を機動力に富む騎兵が護衛する役割を持っていた。
中期になると、ローマの覇権が広がり、構成される軍団はローマ市民権を持たない非ローマ出身のラテン同盟出身者も入ってきた。この軍団を当初「アラ」と呼んだのが最初であるが、この時は騎兵歩兵混在の部隊をひとまとめに呼んだだけであった。
後期になるとローマ正規軍の軍団兵がイタリア半島全てのローマ市民権を持つ者へと門戸が広がる。そしてアラに所属する兵士は共和政ローマ本国以外に住む非ローマ人、すなわちポー川以北のイタリア半島とガリア、ゲルマニア出身の非ローマ人の騎兵が主力となる。この時代には彼らは「アラリィ」と呼ばれ、とくにユリウス・カエサルはガリア戦争の際に自軍の騎兵戦力として彼らを重用した。
帝政ではアラの定義はアウクシリアの騎兵部隊とされた。彼らはレギオとは別の命令系統を持つ軍団となり、ローマ正規軍に所属しない独立で動ける軍団となった。